# Francis W. Treadway

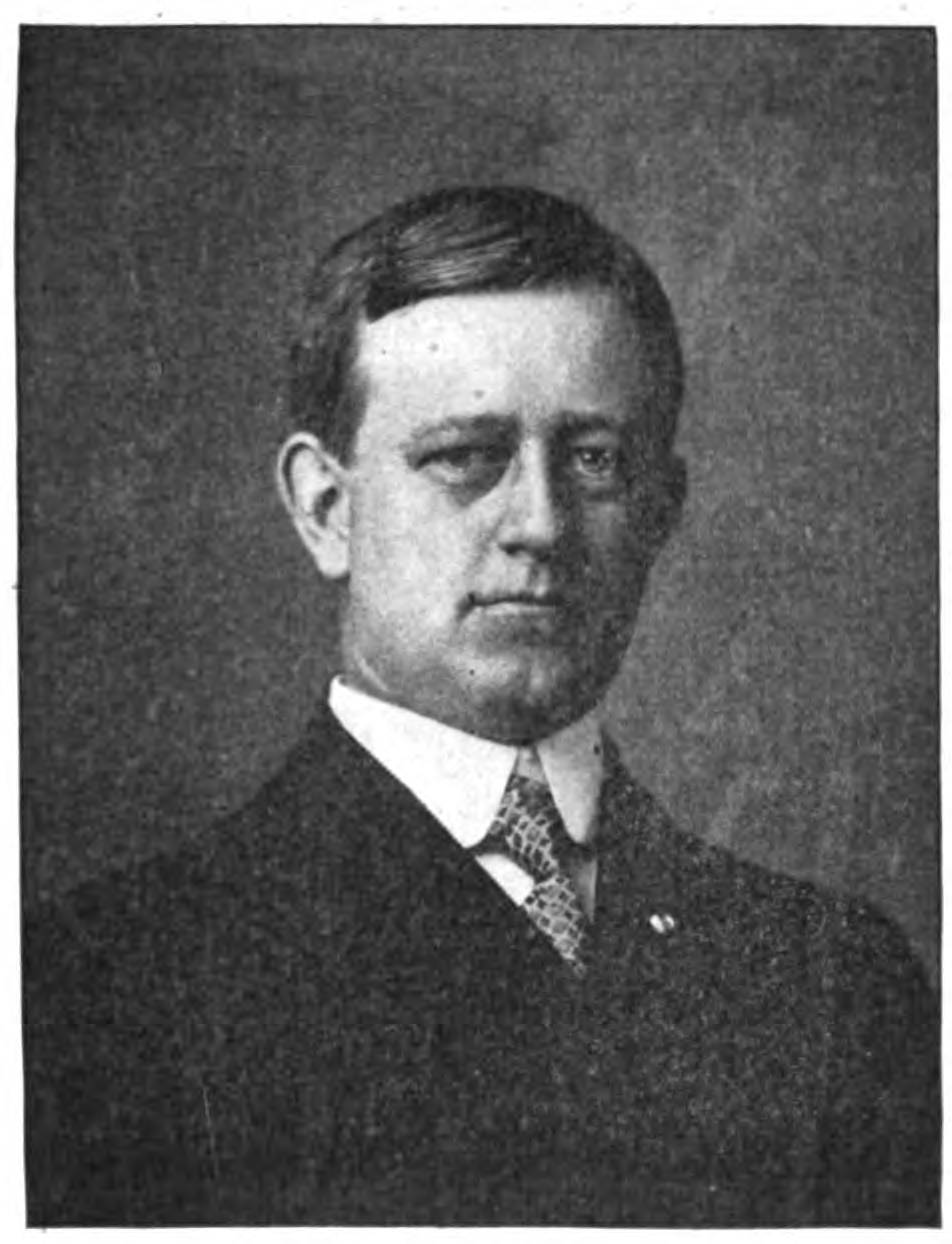
Francis W. Treadway (1905)

Francis Wilcox Treadway (* 7. Januar 1869 in New Haven, Connecticut; † 24. Dezember 1925) war ein US-amerikanischer Politiker. Zwischen 1909 und 1911 war er Vizegouverneur des Bundesstaates Ohio.

## Werdegang
Im Alter von zehn Jahren kam Francis Treadway aus Connecticut nach Cleveland in Ohio. Er besuchte die öffentlichen Schulen seiner jeweiligen Heimat. Anschließend absolvierte er das Worcester Polytechnic Institute in Massachusetts. Nach einem Jurastudium an der Yale University  und seiner 1892 erfolgten Zulassung als Rechtsanwalt begann er in einer Kanzlei in Cleveland zu arbeiten. Politisch schloss er sich der Republikanischen Partei an. In den Jahren 1902 und 1903 war er Bundesbeauftragter für Cleveland (United States commissioner of Cleveland). Zwischen 1903 und 1905 saß er als Abgeordneter im Repräsentantenhaus von Ohio, wo er sich für eine Verbesserung des Bildungssystems einsetzte. Außerdem wurde er Vorsitzender des damals neugeschaffenen Bankausschusses. Dabei war er an einer Reform des Bankensystems beteiligt.
1908 wurde Treadway an der Seite von Andrew L. Harris zum Vizegouverneur von Ohio gewählt. Dieses Amt bekleidete er zwischen 1909 und 1911. Dabei war er Stellvertreter des Gouverneurs und Vorsitzender des Staatssenats. Im Jahr 1910 wurde er nicht wiedergewählt. Nach seiner Zeit als Vizegouverneur betätigte sich Treadway als privater Geschäftsmann. Er war Präsident einiger Firmen sowie Mitglied zahlreicher Organisationen und Vereinigungen. Im Jahr 1916 war er Ersatzdelegierter zur Republican National Convention. Er starb am 24. Dezember 1925.